# Сельман Стермаси (стадион)
Стадион «Сельман Стермаси» (алб. Stadiumi Selman Stërmasi) — многофункциональное спортивное сооружение, расположенное в столице Албании — городе Тирана. В настоящее время вмещает до 9500 зрителей и используется в качестве футбольного стадиона, на котором проводит домашние матчи местный клуб «Тирана»; до 2010 года здесь также принимали соперников клубы «Партизани» и «Динамо».
Стадион был построен в 1956 году и до 1991 года носил название «Динамо» (алб. Dinamo Stadium).
В 1991 году Федерацией футбола Албании и ФК «Тирана»  было принято решение о переименовании стадиона в честь выдающегося игрока, тренера и президента «Тираны» Сельмана Стермаси.